# 汪亚平
汪亚平（1959年—），江西宜黄人，汉族，中华人民共和国政治人物、第十二届全国人民代表大会湖北地区代表。

## 生平
1982年，本科毕业于北方交通大学机车电传动专业，后考入清华大学工业工程领域专业硕士。加入中国共产党。2013年，担任全国人大代表。担任武汉铁路局局长。